# Холакратія
Холакратія (англ. Holacracy) — соціальна технологія або система організації управління, в якій влада і прийняття рішень розподілена поміж командами, що самоорганізовуються, а не надається згідно управлінської ієрархії. Холакратія застосовується у комерційних і неприбуткових організаціях у США, Франції, Німеччині, Новій Зеландії, Австралії, Великій Британії.

## Історія виникнення
Система зародилася в компанії Ternary Software (м. Екстон, штат Пенсильванія, США), яка прославилася своїми експериментами з більш демократичними формами управління організацією. Брайн Робертсон, котрий створив Ternary Software, обрав найбільш ефективні методи роботи для включення в організаційну систему, що стала відомою під назвою Holacracy в 2007 році Згодом, у 2010 році, Робертсон написав «Конституцію Холакратії», в якій виклав основні принципи і методи роботи системи, і став надавати підтримку компаніям в її впровадженні.
Термін «Холакратія» походить від терміна «холархія», вперше введеного Артуром Кестлером у 1967 році в книзі «Привид в машині». Холархія складається з «Холонів» (грец. Ὅλον — середній рід від ὅλος, що означає «цілий»), або інакше автономних і самодостатніх одиниць, при цьому залежних від більшого цілого, частиною якого вони є. Таким чином, холархія — це ієрархія саморегулюючих Холонів, що функціонують одночасно як автономні цілісні одиниці, і як залежні частини.